# Megacerop
El megacerop (Megacerops) és un extint gènere dels brontotèrids que van viure a Nord-amèrica. Aquest gènere inclou Menodus, Brontotherium, Brontops, Menops, Ateleodon i Oreinotherium, que abans s'incloïen erròniament en gèneres diferents. Totes les espècies tenien un parell de contundents banyes (la grandària varia entre les espècies), els mascles tenien les banyes més grans que les femelles, un exemple de dimorfisme sexual. Mesuraven 2,5 metres d'altura.
Un model de grandària natural d'una família de megacerops (un mascle, una femella i un jove) es mostra en el Museu Canadenc de la Natura.